# Abdul Rwatubyaye
Abdul Rwatubyaye (né le 23 octobre 1996) est un footballeur rwandais qui joue comme un défenseur pour l'AP Brera Strumica dans la Première Ligue macédonienne de football .